# Суворовский (Оренбургская область)
Суворовский — посёлок в Тоцком районе Оренбургской области. Административный центр Суворовского сельсовета.

## География
Расположен на реке Большая Погромка в 26 км к юго-западу от села Тоцкое, в 40 км к югу от Бузулука и в 200 км к северо-западу от Оренбурга.

## История
В 1966 г. Указом Президиума ВС РСФСР поселок центральной усадьбы совхоза «Тоцкий» переименован в Суворовский.

## Население
| 2010 |
| ---- |
| 824  |

## Инфраструктура
Развито сельское хозяйство. Здесь находилась центральная усадьба совхоза «Тоцкий».

## Транспорт
Через село проходит автодорога Погромное (М5) — Свердлово.